# Public Eye Awards
Le Public Eye (d'abord appelé Public Eye on Davos) est une contre-manifestation critique au Forum économique mondial (WEF) qui a lieu chaque année à Davos (canton des Grisons en Suisse) depuis 2000.
Cette manifestation, organisée par la Déclaration de Berne et Greenpeace Suisse, dénonce les dérives d’une globalisation orientée vers les seuls intérêts des multinationales. Depuis 2005, le Public Eye met plus particulièrement l’accent sur les limites de la responsabilité sociale des entreprises (ou Corporate Social Responsibility – CSR).
Les Public Eye Awards, décernés à cette occasion, « récompensent » des entreprises qui se seraient distinguées par des agissements irresponsables dans les domaines des droits humains et de l’environnement. Depuis 2009, un prix positif récompense un employé pour son courage et son engagement.
Depuis 2009, Greenpeace Suisse participe à l'organisation.

## Les lauréats du en (Temple de la Honte) des en

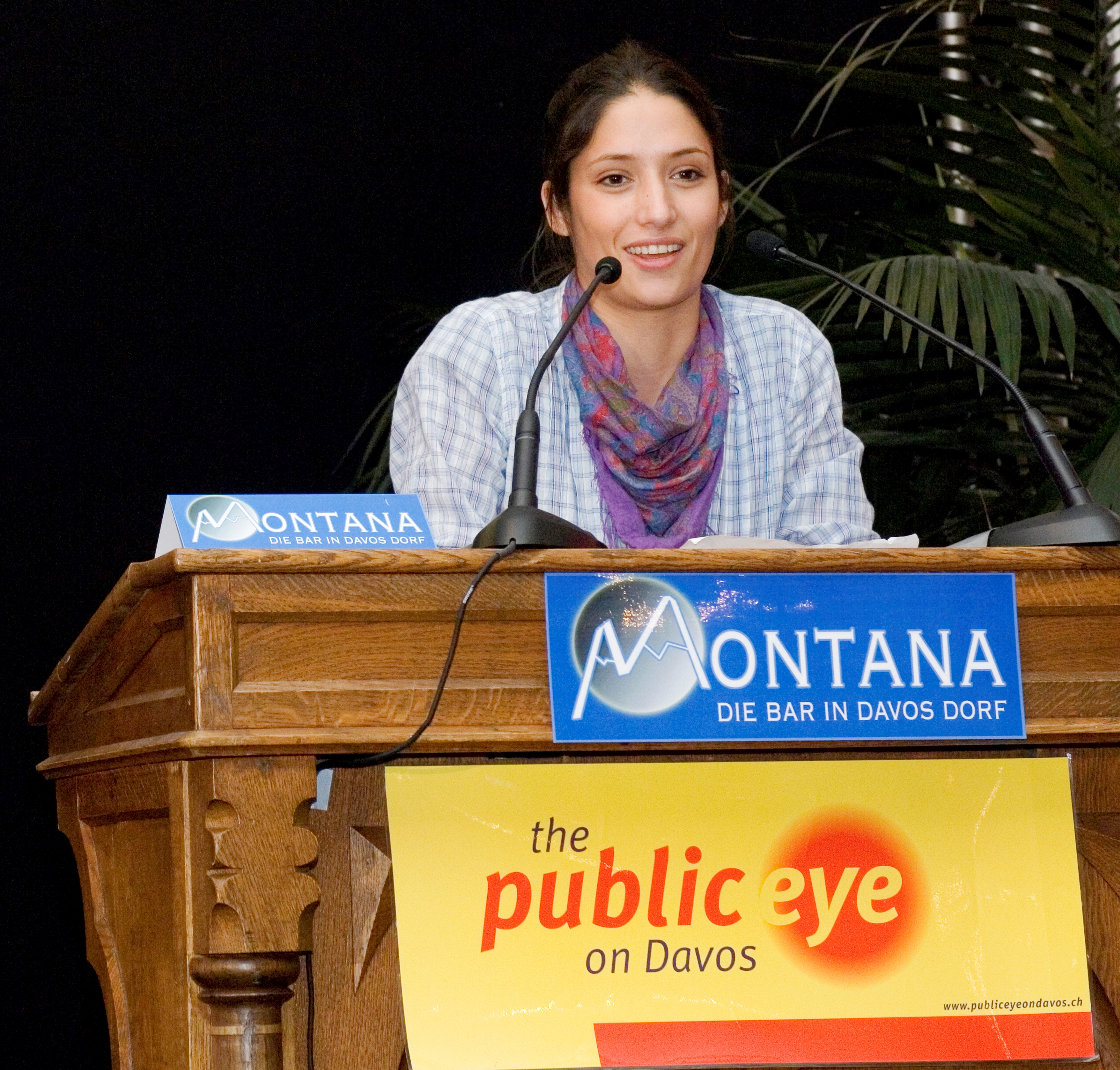
Melanie Winiger aux en 2008, © nitsch.ch

## Les lauréats duHall of Shame(Temple de la Honte) desPublic Eye Awards[1]

### 2005
- Dow Chemical emporte le prix dans la catégorie « Droits Humains » pour avoir racheté Union Carbide Corporation (responsable de la catastrophe de Bhopal) sans assumer les responsabilités de cette dernière[2].
- Shell se voit attribuer le prix « Environnement » pour la pollution au pétrole au Nigeria[3].
- Wal-Mart reçoit le prix « Droits du Travail » pour les conditions de travail appliquées en Afrique et en Asie[4].
- KPMG emporte le prix « Fiscalité » pour avoir « aidé à la fraude fiscale »[5].

### 2006
- Citigroup pour avoir favorisé l'évasion fiscale et le blanchiment d'argent[6].
- Walt Disney pour les conditions de travail chez ses sous-traitants et pour avoir refusé de communiquer les noms de ses sous-traitants chinois[7].

### 2007
- Novartis pour son dépôt de brevet, en Inde, concernant des anticancéreux. Bloquant ainsi la vente des génériques Indiens et par conséquent privant l'accès de milliers de malades à un traitement[8].
- Bridgestone pour les conditions de travail au Liberia dans l'extraction du caoutchouc[9].

### 2008
- Glencore pour sa responsabilité dans la pollution liée à l'extraction du Charbon en Colombie. Et pour sa politique avec les syndicats (menace, grève réprimées violemment, licenciement abusifs, etc.)[10].
- Areva pour être responsable de contamination à l'Uranium au Niger. Et pour avoir fait de faux diagnostics concernant les employés contaminés[11].

### 2009
- Forces Motrices Bernoises FMB pour le rachat d'une usine à charbon et le projet qui tourne autour en Suisse[12].
- Newmont Mining pour avoir exproprié des milliers de personnes, corrompu des personnes influentes, pollué le sol au cyanure et détruit une forêt dans le but de construire une mine d'or[13].

### 2010
- Roche, pour ses liens avec la Chine dans sa production et ses tests de médicaments contre le rejet d'organes transplantées (la Chine utilise les organes de condamnés à mort[14].)[15]
- Banque Royale du Canada pour sa responsabilité dans la pollution de la province d'Alberta, et d'employer des ouvriers venus de pays en développement qui sont ensuite renvoyés chez eux[16].

### 2011
- AngloGold Ashanti pour avoir pollué et rendu inexploitable une région du Ghana. Et pour le comportement de ses services de sécurité, rendus coupables de tortures[17].
- Neste Oil pour son exploitation de l'huile de palme (dont la production est une catastrophe écologique[18])[19].

### 2012
- Vale : Prix du public, pour sa « participation au projet de barrage de Belo Monte, qui n'est que le dernier chapitre d'une histoire continuellement marquée par un comportement particulièrement irresponsable »[20].
- Barclays : Prix du jury. « Elle réalise d’énormes profits sur le dos des populations les plus pauvres, en spéculant sur les matières premières alimentaires. »[21]